# Міна Тунсі
пані Міна Тунсі (фр. Mina Tounssi; нар. 15 квітня 1953) — марокканський дипломат. Надзвичайний і Повноважний Посол Марокко в Україні (2013—2017)

## Життєпис
Здобула ступінь права на факультеті правознавства в Університеті Мухаммеда V у Касабланці. Згодом здобула ступінь магістра та доктора філософії в Паризькому університеті X-Nanterre.
З 1983 року на дипломатичній службі в Міністерстві закордонних справ Марокко.
У 1989—1993 роках — працювала консультантом у Брюсселі, відповідала за відносини з Європарламентом.
У 1993—1996 роках — радник Постійного представництва Марокко в Женеві.
У 1996—1999 роках — обіймала різні посади в МЗС Марокко.
У 1999—2003 роках — директор з комунікацій МЗС Марокко.
У 2003—2008 роках — тимчасовий повірений у справах Марокко в Ірландії
У 2008—2013 роках — Надзвичайний і Повноважний Посол Марокко у Фінляндії.
У 2013—2017 роках — Надзвичайний і Повноважний посол Королівства Марокко в Україні
5 липня 2013 року — вручила вірчі грамоти Президенту України Віктору Януковичу.